# Edouard Van der Heyden
Antonius Eduardus Joannes (Eduard) Van der Heyden (Antwerpen, 12 mei 1829 – aldaar, 18 oktober 1883) was een leraar talen in Antwerpen, met een apothekersdiploma.

## Levensloop
Van der Heyden was de zoon van apotheker Jean-Antoine Van der Heyden. Hij had het diploma behaald van kandidaat in de talen en filosofie en werkte als studieprefect in het Koninklijk atheneum van Antwerpen. Hij wilde verder studeren tot leraar doch zijn vader werd zwaar ziek. Op de vraag van zijn vader om de apotheek in familiehanden te houden, antwoordde Van der Heyden met de studies van farmacie. In 1860 werd hij een gediplomeerd apotheker. Zijn vader herstelde toen redelijk goed, zodat de reden van de farmaciestudies in het water viel.
Van der Heyden keerde terug naar het onderwijs, meer bepaald terug naar het atheneum van Antwerpen. Hij werd er leraar voor de vakken Nederlands en Latijn, met zijn diploma van apotheker. Maar, zonder een praktijk van apotheker, liet hij de farmacie toch niet los. Hij werd uitgever van het tijdschrift Journal de Pharmacie d'Anvers. Hij publiceerde wetenschappelijke artikelen over nieuwe bevindingen doch ook over bredere onderwerpen zoals de hygiëne. Van der Heyden bekwaamde zich meer en meer in de deontologie van de apotheker. Zo werd Van der Heyden merkwaardig genoeg een autoriteit farmaceutische deontologie in de Algemene Farmaceutische Bond, en dit als leraar talen. 
In 1879 werd hij het hoofd van de Antwerpse apothekers. Hij overleed in 1883.